# Hoog- en Groenland (molen)
't Hoog- en Groenland is een voormalige poldermolen ten noorden van Baambrugge in de provincie Utrecht.
De molen werd naar alle waarschijnlijkheid rond 1680 gebouwd voor het bemalen van enkele polders(Hoogland, Groenland, Roode Molen en Donkervliet) bij Baambrugge. Het exacte bouwjaar is onbekend. Tot 1925 heeft de molen met een scheprad water uitgemalen. In dat jaar werd het binnenwerk van de molen verwijderd en vervangen door elektrische pomp. In 1966 werd de molen eigendom van de Stichting De Utrechtse Molens en in 1968 kwam het gemaal in de molen buiten bedrijf. In 1971 en 1972 volgde een omvangrijke restauratie waarna de molen weer als draaivaardig monument in bedrijf is genomen. De huidige bewoners zijn tevens vrijwillig molenaar. De molen is niet te bezichtigen.
De roeden van de molen hebben een lengte van 22,40 meter en zijn voorzien van het oudhollands wieksysteem met zeilen. 

## Zie ook

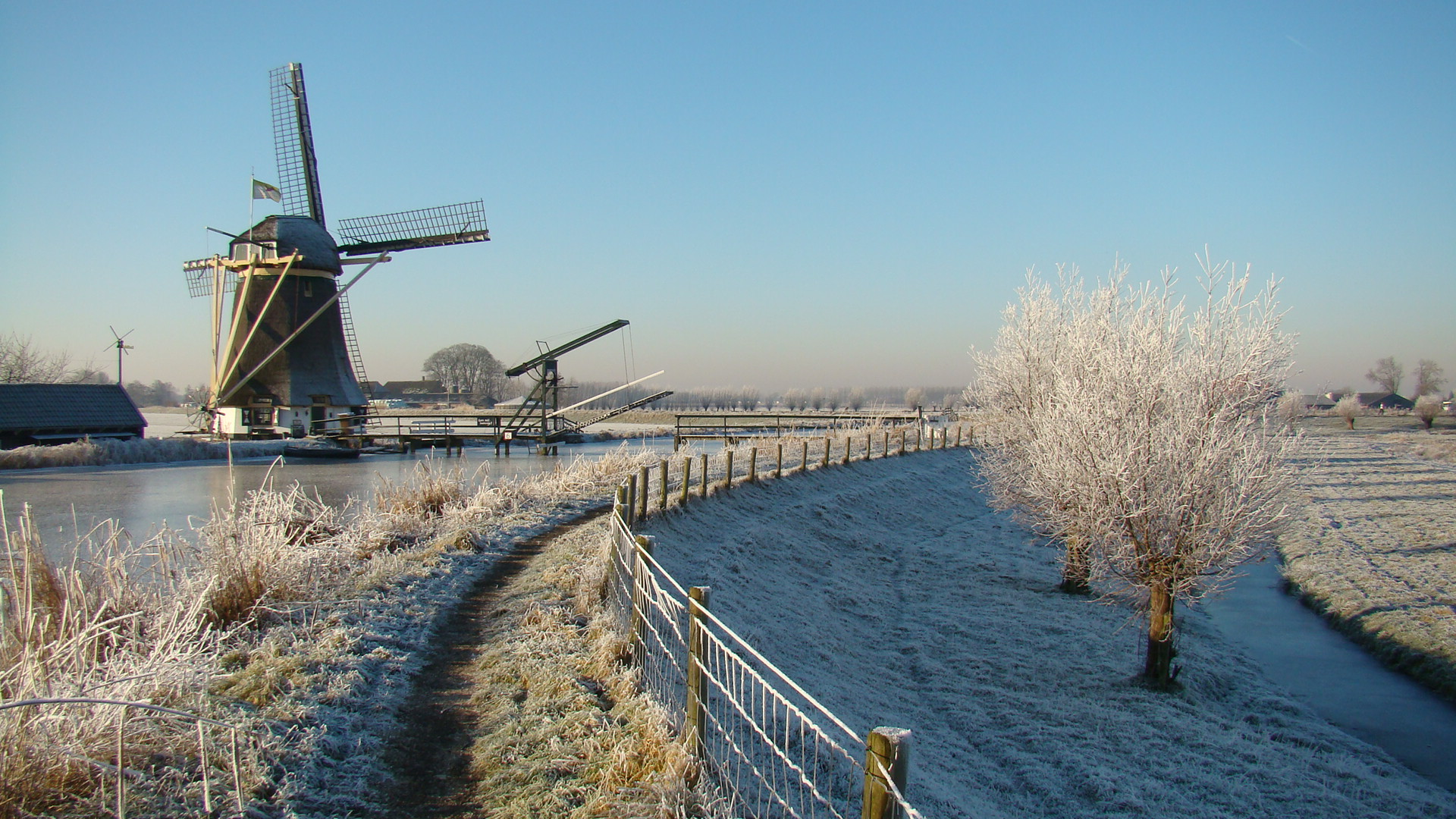
Hoog- en Groenland in de Winter.